# Serie 2 (Cámbrico)
| Era Eratema | Periodo Sistema | Época Serie                  | Edad Piso                    | Inicio, en millones de años |
| ----------- | --------------- | ---------------------------- | ---------------------------- | --------------------------- |
| Paleozoico  | Pérmico         | Pérmico                      | Pérmico                      | 298,9±0,15                  |
| Paleozoico  | Carbonífero     | Carbonífero                  | Carbonífero                  | 358,86±0,19                 |
| Paleozoico  | Devónico        | Devónico                     | Devónico                     | 419,62±1,36                 |
| Paleozoico  | Silúrico        | Silúrico                     | Silúrico                     | 443,1±0,9                   |
| Paleozoico  | Ordovícico      | Ordovícico                   | Ordovícico                   | 486,8 ±1,5                  |
| Paleozoico  | Cámbrico        | Furongiense Furongiano       | Piso/Edad 10                 | 491,0                       |
| Paleozoico  | Cámbrico        | Furongiense Furongiano       | Jiangshaniense Jiangshaniano | 494,2                       |
| Paleozoico  | Cámbrico        | Furongiense Furongiano       | Paibiense Paibiano           | ~497                        |
| Paleozoico  | Cámbrico        | Miaolingiense Miaolingiano   | Guzhangiense Guzhangiano     | ~500,5                      |
| Paleozoico  | Cámbrico        | Miaolingiense Miaolingiano   | Drumiense Drumiano           | ~504,5                      |
| Paleozoico  | Cámbrico        | Miaolingiense Miaolingiano   | Wuliuense Wuliuano           | ~506,5                      |
| Paleozoico  | Cámbrico        | Serie/Época 2                | Piso/Edad 4                  | 514,5                       |
| Paleozoico  | Cámbrico        | Serie/Época 2                | Piso/Edad 3                  | ~521                        |
| Paleozoico  | Cámbrico        | Terreneuviense Terreneuviano | Piso/Edad 2                  | ~529                        |
| Paleozoico  | Cámbrico        | Terreneuviense Terreneuviano | Fortuniense Fortuniano       | 538,8±0,6                   |

La Serie 2 del Cámbrico es la segunda serie del Cámbrico en la escala temporal geológica. Se denomina Época 2 del Cámbrico cuando se refiere a la época correspondiente. Sucede al Terreneuviense y precede al Miaolingiense. Comienza hace unos 521 millones de años y finaliza hace unos 506 millones de años. Está pendiente de definir y nombrar formalmente por la Comisión Internacional de Estratigrafía. Se divide en dos pisos/edades que también están pendientes de definir: Piso 3 (Edad 3) y Piso 4 (Edad 4) del Cámbrico.

## Nomenclatura
La Comisión Internacional de Estratigrafía no ha seleccionado todavía una sección estratotipo y punto de límite global (GSSP) para la base de la serie 2 del Cámbrico, necesaria para la formalización de la unidad. El nuevo nombre sustituirá parcialmente a los términos «Cámbrico Inferior» y «Cámbrico temprano». 
La nomenclatura regional aplicada en Siberia utiliza el término Yakutiense para terrenos equivalentes a esta serie.

## Subdivisiones
La segunda serie se subdivide actualmente por la Comisión Internacional de Estratigrafía en dos pisos: Piso 3 y Piso 4 del Cámbrico. Ambos pisos están a la espera de definición formal.
La nomenclatura regional de Siberia distingue tres pisos (de más bajo a más alto): Atdabaniense, Botomiense y Toyoniense. En general la mayoría de las subdivisiones de esta serie se basan en la bioestratigrafía por zonas de trilobites.

## Biostratigrafía
El comienzo de la Serie 2 del Cámbrico está marcado por la Comisión Internacional de Estratigrafía por la primera aparición de fósiles de trilobites. La correlación de este evento en diferentes continentes es difícil y resolverlo es esencial para la definición del límite inferior de esta serie. Actualmente los trilobites más antiguos conocidos son del género Lemdadella, que marca el inicio de la zona Fallotaspis.
Su límite superior se define por la primera aparición de la especie de trilobites Oryctocephalus indicus. El final de la Serie 2 del Cámbrico está además marcado por la primera extinción biótica importante del Paleozoico. Los cambios en la química del océano y el medio marino se plantean como la causa más probable de las extinciones.